# Turmi
Turmi je obec na jihozápadě Etiopie, ležící v nejjižnější zóně Debub Omo federativního svazového Státu jižních národů, národností a lidu. Jedná se o jedno ze dvou nejlidnatějších sídel v okrese Hamer, spolu s hlavním okresním městem Dimekou.
Většinu populace tvoří Amharové a Hamarové, provozující tradiční tance a rituály včetně přeskoků přes kastrované býky. V obci se konají každotýdenní trhy. K obchodnímu artiklu se řadí rozříznuté plody z čeledi tykvovitých, používané místními ženami jako nákupní koše.
Na základě údajů etiopského Ústředního statistického úřadu z roku 2005 žilo v Turmi 1 087 obyvatel, z nichž bylo 576 mužů a 511 žen. Cenzus z roku 1994 uváděl populaci 600 obyvatel, z toho 319 mužů a 281 žen. Pět největších etnik tvořili zástupci Amharů (33,33 %), Hamarů (12,5 %), Goffaů (12,17 %), Gamů (9,83 %) a Oromů (9,5 %). Mluvčí amharštiny představovali 52,67% podíl, hamarštiny 11% podíl, oromoštiny 7,17% podíl a jazyka Konso podíl 6,67 %.
V lednu 2005 se Turmi stalo místem celosvětové konference pastevců chovajících skot, jíž se zúčastnilo na dvě stě pastevců, zástupců vlád a OSN, rovněž jako členů humanitárních organizací z dvaceti tří států ležících na čtyřech kontinentech. Tématem se stalo sdílení běžných problémů a možné strategie pro zachování pasteveckého způsobu života ve vyvíjejícím se globalizovaném světě.